# Резолюция 96 на Съвета за сигурност на ООН
Резолюция 96 на Съвета за сигурност на ООН е приета с мнозинство на 10 ноември 1951 г. по повод индо-пакистанския спор за областта Кашмир.
След като получава и разглежда доклада на Франк Греъм, представител на ООН за Индия и Пакистан, за резултатите от мисията му, възложена с Резолюция 91, и след като изслушва обръщението му към от 18 октомври 1951, с Резолюция 96 Съветът за сигурност отбелязва с одобрение предложените от Греъм основи на програмата за демилитаризация, отнесени и до премиерите на Индия и Пакистан с комюнике от 7 септември 1951 г. Също така Съветът за сигурност изразява задоволство от изразеното от страните съгласие с онези части от доклада на представителя на ООН, които потвърждават твърдото им намерение да достигнат до мирно решаване на въпроса, желанието им да продължат да спазват споразумението за прекратяване на огъня и приемането на принципа, че бъдещето на княжествата Джаму и Кашмир трябва да бъде решено чрез свободен и безпристрастен плебисцит, проведен под егидата на Обединените нации. Съветът за сигурност инструктира представителя на ООН да продължи да полага усилия за постигане на съгласие между страните относно плана за ефективна демилитаризация на спорната област и във връзка с това още веднъж призовава страните в конфликта да продължат да оказват пълно съдействие на представителя на ООН в усилията му да достигне до изглаждане на висящите противоречия между тях. Резолюция 96 призовава представителят на ООН да представи следващия си доклад пред Съвета в срок от шест месеца след влизане в сила на резолюцията.
Резолюция 96 е приета с мнозинство от 9 гласа, като двама от членовете на Съвета – Индия и Съветският съюз – се въздържат.